# 索蒂納庫奇 (喬治亞州)
索蒂納庫奇（英語：Sautee Nacoochee）是位於美國喬治亞州懷特縣的一個人口普查指定地區。

## 地理
索蒂納庫奇的座標為34°40′48″N 83°40′51″W / 34.68000°N 83.68083°W，而該地最高點為海拔高度413米（即1355英尺）。

## 人口
根據2010年美國人口普查的數據，索蒂納庫奇共有人口2883人。